# Adam de Brême
Pour les articles homonymes, voir Adam (homonymie).
Adam de Brême (né bien avant 1050, mort entre 1081/1085) est un chroniqueur et géographe germanique du XIe siècle, natif de la Haute-Saxe.

## Biographie
Adam de Brême vint à Brême vers l'année 1067, et s'y fit successivement nommer chanoine, puis directeur de l'école de la ville. Avant cela, il est probable qu'il ait suivi les enseignements de l'école de la cathédrale de Magdebourg.
C'est en exerçant ces fonctions qu'il écrivit, vers 1075, une histoire ecclésiastique en quatre livres, la Gesta Hammaburgensis ecclesiae pontificum, dans laquelle il traite de l'origine et de la propagation de la religion chrétienne dans les pays septentrionaux de l'Europe, et particulièrement dans les diocèses de Brême et de Hambourg, depuis le règne de Charlemagne jusqu'à l'empereur Henri IV du Saint-Empire.
Ce grand ouvrage se termine par un petit traité sur la situation géographique du Danemark et des autres pays qui l'avoisinent; il y parle successivement de la nature du pays, de la religion et des mœurs des habitants. Cet intérêt pour les pays scandinaves est naturel dans la mesure où l'archevêché de Hambourg-Brême avait des prétentions sur la Scandinavie. Ces prétentions sont dues notamment aux tentatives qu'Anschaire, archevêque de Hambourg-Brême, avait effectuées dès le IXe siècle pour convertir la Scandinavie, et plus particulièrement la Suède, au christianisme.
Ces deux ouvrages sont très estimés et pleins de renseignements curieux, mais quelquefois erronés. Adam ne connaissait pas le pays qu'il décrit; il semble même qu'il n'y soit jamais allé, et que les renseignements dont il s'est servi pour écrire sur les nations du Nord lui ont été fournis par les prédicateurs chrétiens que Rome et l'Allemagne envoyaient souvent vers les peuples septentrionaux, et qui, à leur retour, passaient presque toujours par Brême qui, déjà à cette époque, était une ville importante. Dans l'ensemble toutefois, la fiabilité est meilleure pour les évènements du XIe siècle que pour les plus anciens.
Il décrit également dans son texte les croyances de la religion nordique en plaçant Gamla Uppsala au centre de nombreuses activités de cultes et comme dernier bastion du paganisme. Son texte permet de déconstruire l'idée de hiérarchie parmi les dieux nordiques qui pourrait être une construction plus tardive issue des textes eddiques. Par exemple, pour Adam de Brême, Thor est le dieu le plus puissant aux côtés d'Odin et Freyr. Il pointe également le lien important de la nature dans la mythologie nordique.
Par ailleurs, Adam de Brême adopte dans son œuvre un point de vue hostile à la Norvège. L'historien anglais P. H. Sawyer donne deux raisons à cela: l'influence du roi Sven II de Danemark qui conseilla directement Adam dans la rédaction de son livre et les réticences des Norvégiens à reconnaître l'autorité de l'archevêché de Hambourg-Brême. 
Ces ouvrages sont également très connus car on y trouve le premier témoignage écrit de la découverte par les Vikings du Vinland, c'est-à-dire vraisemblablement l'Amérique du Nord. Il est à noter que l'ouvrage ne fut connu au Moyen Âge que dans la région de Brême, ce qui limita la diffusion de cette découverte.

## Œuvres
- Gesta Hammaburgensis ecclesiae pontificum